# Amelia Alicia Anscelly
Amelia Alicia Anscelly (* 26. April 1988) ist eine malaysische Badmintonspielerin. 

## Karriere
Amelia Alicia Anscelly belegte bei den Vietnam International 2011 Rang drei im Mixed mit Razif Abdul Latif. Ein Jahr später wurde sie dort Zweite im Doppel. Bei den India International 2012, den Indonesia International 2012 und den Malaysia International 2012 wurde sie jeweils Dritte. 2015 gelang ihr gemeinsam mit Soong Fie Cho der Sieg bei den Syed Modi International.